# Butane
Le butane est un hydrocarbure saturé de la famille des alcanes et de formule brute C4H10. Il existe sous deux formes isomères, le n-butane et l'isobutane ou 2-méthylpropane.

## Utilisation

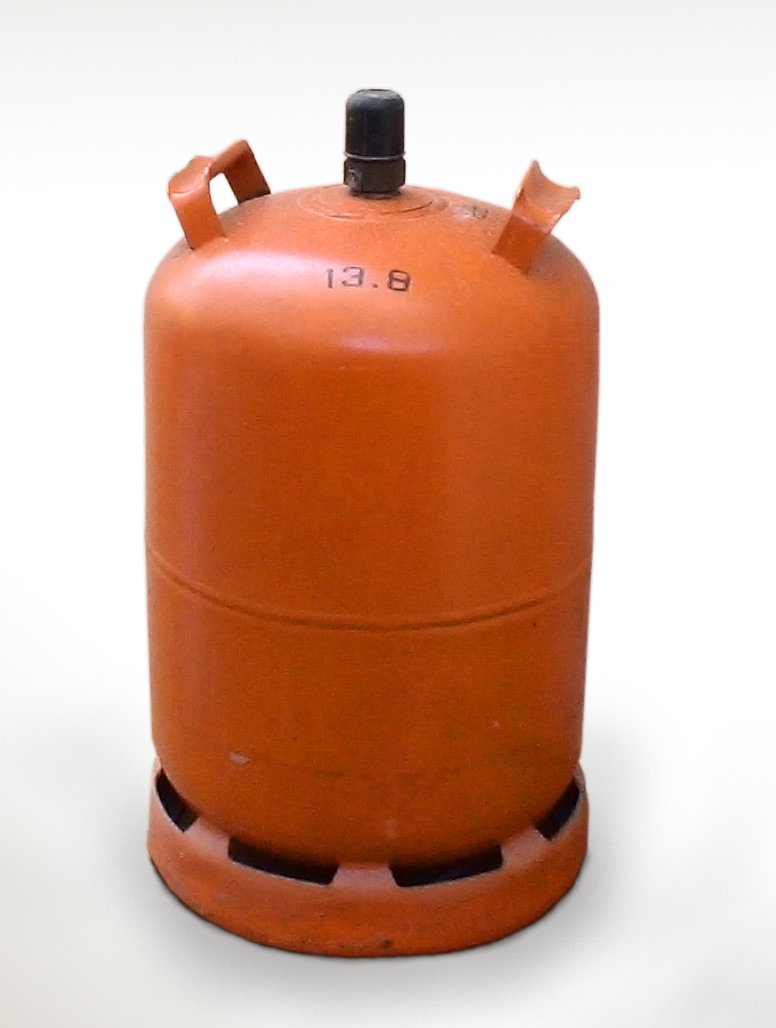
Bouteille de gaz butane.

Le butane est un gaz principalement utilisé comme combustible à usage domestique (gazinière, chauffe-eau) et également d'appoint, notamment pour le chauffage (radiateur à gaz pour l'intérieur des locaux d'habitation, commerces et ateliers ainsi que pour le plein air). 
Il est également utilisé comme carburant dans les briquets à gaz.
Pour un usage en extérieur, le propane est plus indiqué en raison de sa température d'ébullition plus basse.
Au niveau industriel, le butane est un réactif pour la synthèse de l'éthylène et du propylène via le vapocraquage, du butadiène au moyen de la déshydrogénation catalytique et de l'anhydride maléique par le procédé de DuPont. L'oxydation non-catalytique du butane est utilisée pour la synthèse de l'acide acétique et l'isomérisation par catalyse acide permet de convertir le n-butane en isobutane.
Comme de nombreux hydrocarbures, le butane réagit avec le dichlore pour former du 1-chloro- et du 2-chlorobutane, mais aussi d'autres composés plus substitués. Les taux de chloration peuvent partiellement s'expliquer par les différentes énergies de dissociation des liaisons C-H, respectivement 425 et 411 kJ/mol pour celles des deux carbones termninaux et des deux carbones centraux (qui ont des liaisons C-H plus faibles).

## Propriétés physico-chimiques
Le butane est soluble dans l'alcool et l'éther, mais peu dans l'eau. Peu réactif, il nécessite un catalyseur pour participer à des réactions chimiques, sauf pour la réaction de combustion avec le dioxygène.
| Température | Pression (kPa) | Température | Pression (kPa) |
| ----------- | -------------- | ----------- | -------------- |
| −103,15 °C  | 0,1            | −33,15 °C   | 24,1           |
| −98,15 °C   | 0,2            | −28,15 °C   | 30,9           |
| −93,15 °C   | 0,3            | −23,15 °C   | 39,1           |
| −88,15 °C   | 0,5            | −18,15 °C   | 49,1           |
| −83,15 °C   | 0,8            | −13,15 °C   | 61,0           |
| −78,15 °C   | 1,3            | −8,15 °C    | 75,0           |
| −73,15 °C   | 1,9            | −3,15 °C    | 91,5           |
| −68,15 °C   | 2,8            | 1,85 °C     | 111            |
| −63,15 °C   | 4,0            | 6,85 °C     | 133            |
| −58,15 °C   | 5,7            | 11,85 °C    | 159            |
| −53,15 °C   | 7,8            | 16,85 °C    | 188            |
| −48,15 °C   | 10,6           | 21,85 °C    | 221            |
| −43,15 °C   | 14,1           | 26,85 °C    | 258            |
| −38,15 °C   | 18,5           | 50 °C       | 490            |

Son comportement dans la plage de température et de pression usuelles explique son usage commode dans des applications domestiques : à la pression atmosphérique (vers 100 kPa), la phase liquide apparait vers 0 °C, et réciproquement pour le maintenir sous état liquide à 25 °C, il suffit d'une pression d'environ 2,5 atm (aisé à obtenir même avec un réservoir en plastique comme celui d'un briquet).
Ses propriétés en font un fluide frigorigène, dont le code est R600.

## Production et synthèse
Le n-butane est obtenu par distillation sous pression du gaz de pétrole liquéfié (GPL) ainsi que par la purification du gaz naturel.